# 둥가
카를루스 카에타누 블레도릉 베히(포르투갈어: Carlos Caetano Bledorn Verri, 1963년 10월 31일 ~ )는 약칭 둥가(포르투갈어: Dunga)라고 알려진 브라질의 전 축구 선수, 축구 감독이다. 포지션은 수비형 미드필더였다.

## 선수 경력
1994년 FIFA 월드컵에서 우승을 차지한 브라질 축구 국가대표팀의 주장이었다. 둥가라는 별명은 백설 공주에 등장하는 일곱 난쟁이들 중 한 명의 이름에서 따왔다. 1998년 FIFA 월드컵에서도 주장으로 나왔으며 아르헨티나의 디에고 마라도나와 더불어 주장으로서 FIFA 월드컵에서 우승과 준우승을 맛본 단 주장들로 알려졌다.

## 감독 경력
2006년 7월 국가대표팀 감독으로 부임하여 2007년 코파 아메리카와 2009년 FIFA 컨페더레이션스컵 우승을 차지하였지만, 2010년 FIFA 월드컵에서 기대와 다르게 8강전에서 네덜란드에 역전패를 당하고 탈락하자 대회 직후 브라질 국가대표팀 감독에서 경질되었다.
이후 인테르나시오나우의 감독을 맡았으나, 성적 부진으로 10개월 만에 경질되었다. 자국에서 열린 2014년 FIFA 월드컵에서 최악의 모습을 보였던 루이스 펠리피 스콜라리 감독이 경질된 이후에 브라질 국가대표팀 감독으로 재신임되어 돌아왔지만, 2015년 코파 아메리카에서 8강에 그친데 이어, 코파 아메리카 센테나리오에서 브라질이 최악의 모습을 보이며 조별리그에서 탈락하자 또 경질되고 치치에게 감독직을 넘겼다.

## 출전 통계
| 클럽             | 시즌    | 출전 | 득점 |
| ---------------- | ------- | ---- | ---- |
| 인테르나시오나우 | 1982    | 1    | 0    |
| 인테르나시오나우 | 1983    | 4    | 0    |
| 인테르나시오나우 | 1984    | 5    | 0    |
| 코린치안스       | 1985    | 13   | 1    |
| 산투스           | 1986    | 16   | 1    |
| 바스쿠 다 가마   | 1987    | 17   | 1    |
| 피사             | 1987-88 | 29   | 3    |
| 피오렌티나       | 1988-89 | 38   | 4    |
| 피오렌티나       | 1989-90 | 41   | 1    |
| 피오렌티나       | 1990-91 | 39   | 2    |
| 피오렌티나       | 1991-92 | 37   | 5    |
| 페스카라         | 1992-93 | 23   | 3    |
| 슈투트가르트     | 1993-94 | 27   | 4    |
| 슈투트가르트     | 1994-95 | 26   | 4    |
| 주빌로 이와타    | 1995    | 27   | 1    |
| 주빌로 이와타    | 1996    | 34   | 4    |
| 주빌로 이와타    | 1997    | 37   | 6    |
| 주빌로 이와타    | 1998    | 28   | 6    |
| 인테르나시오나우 | 1999    | 15   | 1    |

## 수상

### 선수

#### SC 인테르나시오나우
- 리우 그란데 두술 주립 리그 : 1982, 1983, 1984

#### 바스쿠 다 가마
- 리우 데 자네이루 주립 리그 : 1987

#### 주빌로 이와타
- J리그 : 1997

#### 브라질
- FIFA 월드컵 : 우승 (1994), 준우승 (1998)
- 코파 아메리카 : 우승 (1989, 1997), 준우승 (1995)
- FIFA 컨페더레이션스컵 : 우승 (1997)
- 올림픽 축구 : 은메달 (1984)
- FIFA U-20 월드컵 : 1983
- 남아메리카 챔피언십 : 1983
- 남아메리카 프레-올림픽 대회 : 1984

### 감독

#### 브라질
- 올림픽 축구 : 동메달 (2008)
- 코파 아메리카 : 우승 (2007)
- FIFA 컨페더레이션스컵 : 우승 (2009)
- 수페르클라시코 데 라스 아틀라스 : 2014

#### 인테르나시오나우
- 리우 데 자네이루 주립 리그 : 2013

### 개인
- FIFA 월드컵 올스타팀 : 1994, 1998
- FIFA XI : 1997, 1998, 1999, 2000
- 월드 사커 올해의 팀 : 1990, 1991
- J리그 베스트 : 1997, 1998
- J리그 MVP : 1997
- 골든풋 : 2010
- IFFHS 올해의 대표팀 감독 : 2007
- 피오렌티나 역대 베스트 선정